# Three Decembers
Three Decembers è un'opera da camera in due atti di Jake Heggie su libretto di Gene Scheer basata sull'opera teatrale inedita Some Christmas Letters di Terrence McNally

## Storia
Creata con un ruolo per Frederica von Stade, il lavoro è stato presentato in anteprima il 29 febbraio 2008 alla Houston Grand Opera (HGO), che ha commissionato la composizione in associazione con la San Francisco Opera e Cal Performances.
L'opera è stata presentata per la prima volta con il titolo provvisorio Last Acts alla prima mondiale dalla Houston Grand Opera. La prima produzione è stata diretta da Leonard Foglia come regista, con le luci disegnate da Brian Nason ed i costumi di Cesar Galindo. L'orchestra da camera di dieci strumenti comprendeva due pianoforti suonati dallo stesso Heggie e da Patrick Summers, che ha anche diretto la performance.

## Trama
Le tre parti dell'opera sono ambientate nel mese di dicembre negli anni 1986, 1996 e 2006 e raccontano la storia di una famosa attrice, Madeline, e dei suoi due figli adulti nel loro sforzo di conoscersi e amarsi. "È la storia universale della famiglia che desideriamo e della famiglia con cui finiamo".

## Ruoli
| Ruolo                                  | Registro vocale | Cast della prima, 29 febbraio 2008 Direttore: Patrick Summers |
| -------------------------------------- | --------------- | ------------------------------------------------------------- |
| Madeline (Maddie), un'attrice famosa   | mezzosoprano    | Frederica von Stade                                           |
| Charlie, Il figlio di Madeline         | baritono        | Keith Phares                                                  |
| Beatrice (Bea), La figlia di Madeleine | soprano         | Kristin Clayton                                               |